# Syroloma
Syroloma là một chi nhện trong họ Lycosidae.